# All your base are belong to us
«All your base are belong to us» — інтернет-мем, що являє собою фразу з відеогри Zero Wing, неякісно перекладену на англійську мову з японської. Переважно вживається для іронічного позначення переваги чи перемоги. [base] може замінюватися на інші слова.

## Текст
| Оригінал японською                                                   | Переклад англійською                  | Переклад українською                 | Правильний переклад англійською                                                         | Правильний переклад українською                                |
| -------------------------------------------------------------------- | ------------------------------------- | ------------------------------------ | --------------------------------------------------------------------------------------- | -------------------------------------------------------------- |
| CATS：連邦政府軍のご協力により、君達の基地は、全てCATSがいただいた。 | CATS: All your base are belong to us. | CATS: Всі ваша база належати до нас. | CATS: With the cooperation of Federation Forces, CATS has taken over all of your bases. | CATS: За допомоги Федеральних Сил, CATS захопив усі ваші бази. |

## Історія
У 1989 році японська фірма Toaplan випустила цю гру для аркадного ігрового автомата. Згодом її було перенесено на ігрову консоль Sega Mega Drive. Наприкінці листопада 1990 року компанія Sega запустила консоль в Європі. Для забезпечення успішного старту консолі компанії не вистачало якісних європейських і американських ігор, тому деякі ігри готувалися до виходу в поспіху. Zero Wing, що вийшла наприкінці травня 1991 року, стала однією з таких ігор, переклад тексту в якій виявився неякісним.
В контексті гри, фраза «All your base are belong to us» з'являється у вступі. Людям у 2101 році загрожує лідер інопланетної імперії, кіборг CATS, з яким укладається мирний договір. Однак CATS порушує мир і японський космічний корабель вирушає знищити його материнське судно. Незабаром екіпаж виявляє, що на борту закладено бомбу, після чого на зв'язок виходить CATS і повідомляє, що вже захопив усі японські космічні бази. Капітан після цього евакуює пілотів винищувачів ZIG, один з яких і є протагоністом гри, котрому належить знайти та знищити материнське судно.
У 1998 році в на форумах Something Awful почала набирати популярність анімація GIF — сцена із заставки до гри з перекладом. До середини 2000 року цей GIF був уже досить відомим. Але справжню популярність фразі принесла анімація в форматі Macromedia Flash від автора, що ховався під ніком Bad_CRC. У цьому ролику, під мелодію з гри, спочатку показується оригінальна заставка з гри, а потім — численні фрази «All your base are belong to us», зображені в найнесподіваніших місцях.